# Нойкірхен (Східний Гольштейн)
Нойкірхен (нім. Neukirchen) — громада в Німеччині, розташована в землі Шлезвіг-Гольштейн. Входить до складу району Східний Гольштейн. Складова частина об'єднання громад Ольденбург-Ланд.
Площа — 28,5 км2. Населення становить 1179 ос. (станом на 31 грудня 2020).

## Галерея

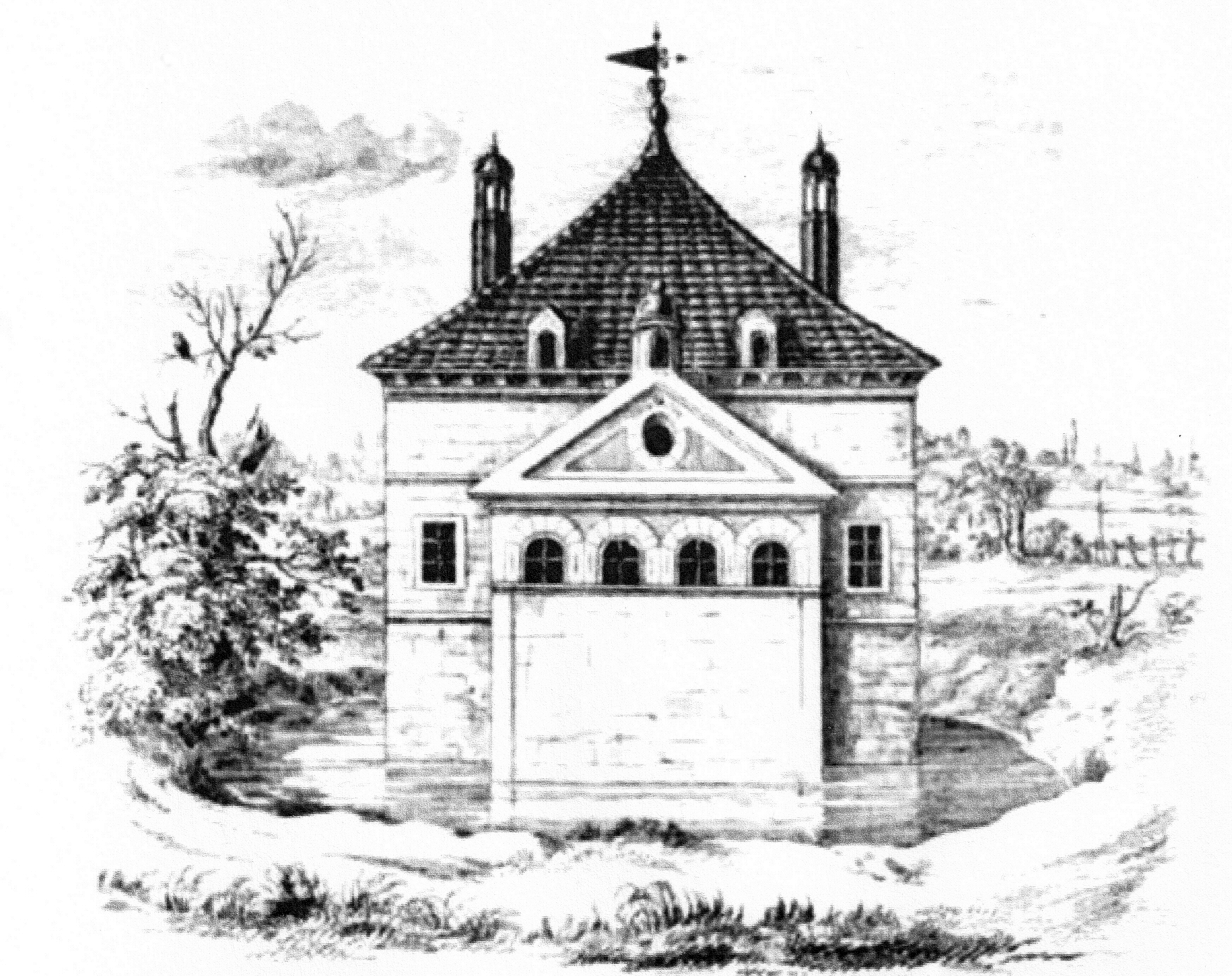